# Rafael Crivellaro
Rafael Schuler Crivellaro (Porto Alegre, 18 febbraio 1989) è un calciatore brasiliano, centrocampista svincolato.

## Statistiche

### Presenze e reti nei club
| Stagione          | Squadra           | Campionato        | Campionato | Campionato | Coppe nazionali | Coppe nazionali | Coppe nazionali | Coppe continentali | Coppe continentali | Coppe continentali | Altre coppe | Altre coppe | Altre coppe | Totale | Totale |
| Stagione          | Squadra           | Comp              | Pres       | Reti       | Comp            | Pres            | Reti            | Comp               | Pres               | Reti               | Comp        | Pres        | Reti        | Pres   | Reti   |
| ----------------- | ----------------- | ----------------- | ---------- | ---------- | --------------- | --------------- | --------------- | ------------------ | ------------------ | ------------------ | ----------- | ----------- | ----------- | ------ | ------ |
| 2019-2020         | Chennaiyin        | ISL               | 17+3       | 7          | SC              | 0               | 0               | -                  | -                  | -                  | -           | -           | -           | 20     | 7      |
| 2020-2021         | Chennaiyin        | ISL               | 7          | 1          | -               | -               | -               | -                  | -                  | -                  | -           | -           | -           | 7      | 1      |
| 2021-2022         | Chennaiyin        | ISL               | 0          | 0          | -               | -               | -               | -                  | -                  | -                  | -           | -           | -           | 0      | 0      |
| set.-dic. 2022    | Chennaiyin        | ISL               | -          | -          | SC              | -               | -               | -                  | -                  | -                  | DC          | 0           | 0           | 0      | 0      |
| dic.2022-2023     | Jamshedpur        | ISL               | 10         | 0          | SC              | 3               | 2               | QAFC               | 1                  | 0                  | DC          | -           | -           | 14     | 2      |
| 2023-2024         | Chennaiyin        | ISL               | 21+1       | 4          | SC              | 1               | 0               | -                  | -                  | -                  | DC          | 3           | 2           | 26     | 5      |
| Totale Chennaiyin | Totale Chennaiyin | Totale Chennaiyin | 49         | 12         |                 | 1               | 0               |                    | -                  | -                  |             | 3           | 2           | 53     | 14     |
| Totale carriera   | Totale carriera   | Totale carriera   | 59         | 12         |                 | 4               | 2               |                    | 1                  | 0                  |             | 3           | 2           | 67     | 16     |